# Васильев, Юрий Иванович (музыкант)
Юрий Иванович Васильев (род. 19 ноября 1935 год, Бугуруслан) — заслуженный деятель искусств РСФСР (1987). Профессор Ростовской государственной консерватории им. С. В. Рахманинова.

## Биография
Юрий Иванович Васильев родился 19 ноября 1935 года в городе Бугуруслане Куйбышевской области. Музыкой стал заниматься в оркестре народных инструментов Дворца пионеров города Бугуруслана. Его преподавателем был В. А. Соколов.
Юрий Васильев в 1958 году стал выпускником музыкального училища в городе Куйбышеве. Его любимыми педагогами в музыкальном училище были Н. К. Куранов, В. А. Невский, М. В. Блюмин, А. В. Фере. Он закончил два отделения — теоретическое и дирижерско-хоровое.
Юрий Васильев закончил Ленинградскую государственную консерваторию им. Римского-Корсакова в 1963 году по классу заслуженного деятеля искусств России профессора А. В. Михайлова.
Работал в музыкальном училище города Ставрополя.
Его квалификация и специальность — преподаватель, педагог хоровых дисциплин в музыкальном училище, дирижер хора. Общий педагогический стаж работы составляет 59 лет, из них 47 лет работы в высших учебных заведениях. Преподает дисциплины: хоровую аранжировку, дирижирование, хоровой класс, практику работы с хором, исполнительную практику, творческую практику (хоровую).
В 1970 году стал руководителем ростовского камерного хора. В этот период были поездки в Москву, Киров, Ленинград, Владимир, Ставрополь, Кисловодск, Нижний Новгород, Черкесск, Майкоп, Минеральные Воды, Пятигорск. Камерный хор под руководством Юрия Васильева становился лауреатом Всесоюзных фестивалей в городе Алаверди, Кирове, Владимире, Гори. Камерный хор занял первое место в 1978 году на Всесоюзном конкурсе в городе Ереване, стал лауреатом международного конкурса им. Аугусто Сегицци в Италии в 1981 году, заняв второе место. Проходили заграничные поездки за рубеж с концертной деятельностью: в Ригу, Елгаву, Милан, Горацию, Эдинбург, Глазго, Зибург, Динслакен, Дортмунд.
С 9 ноября 1982 года — заведующий кафедрой дирижирования, а с 25 ноября 1989 года — профессор Ростовской Государственной Консерватории им. С. В. Рахманинова.
С 1987 по 1995 год Юрий Васильев входил в состав мужского вокального квартера Барбершоп — «Тихий Дон». С 1995 года по 1998 год был руководителем вокального ансамбля «Аккорд».
Лучшие ученики Юрия Васильева: преподаватель ТПИ В.Лопин, доцент кафедры ДХФ РГК Т. И. Барсова, руководитель камерного хора в Волгограде О.Курныкин, главный дирижер образцового духового оркестра в Москве В. В. Афанасьев, главный дирижер симфонического оркестра Адыгеи М.Хупов, руководитель камерного хора А.Канцберг.
О жизни и работе Юрия Васильева снято два фильма — «Тридцать минут без оркестра» и «Аккорд» Юрия Васильева".

## Награды и звания
- Орден Почёта (20 августа 2007 года) — за заслуги в области культуры и искусства, многолетнюю плодотворную деятельность[5].
- Заслуженный деятель искусств РСФСР (31 июля 1987 года) — за заслуги в области советского музыкального искусства[6]
- Почётная грамота Президента Российской Федерации (25 августа 2021 года) — за заслуги в развитии отечественной культуры и искусства, многолетнюю плодотворную деятельность[7].